# Metoda hydrotermalna
Metoda hydrotermalna, krystalizacja z roztworu wodnego – technika otrzymywania monokryształów gemmologicznych polegająca na krystalizacji w roztworach wodnych w podwyższonej temperaturze i wysokim ciśnieniu. 
Rozpuszczalność niektórych substancji w takich warunkach jest na tyle duża, aby istniała możliwość uzyskania przesycenia roztworu w gradiencie temperatury. 
Proces ten przeprowadza się w  autoklawie, który zapewnia utrzymanie odpowiedniego gradientu temperatury i ciśnienia. W przesyconym roztworze wodnym zawiesza się zarodki krystalizacji. Roztwór jest zasilany z dna autoklawu, gdzie znajduje się rozpuszczający się stopniowo krystalizowany materiał. Nasycony roztwór wskutek konwekcji przemieszcza się ku górze. Przyczyną krystalizacji na zarodkach jest ochłodzenie i przesycenie roztworu. 
Proces otrzymywania kryształów tą metodą jest kosztowny i długotrwały. Może trwać nawet około roku. Warunki, w których się odbywa, są zbliżone do naturalnych, jednak otrzymane produkty różnią się od naturalnych.